# Tofu encurtido

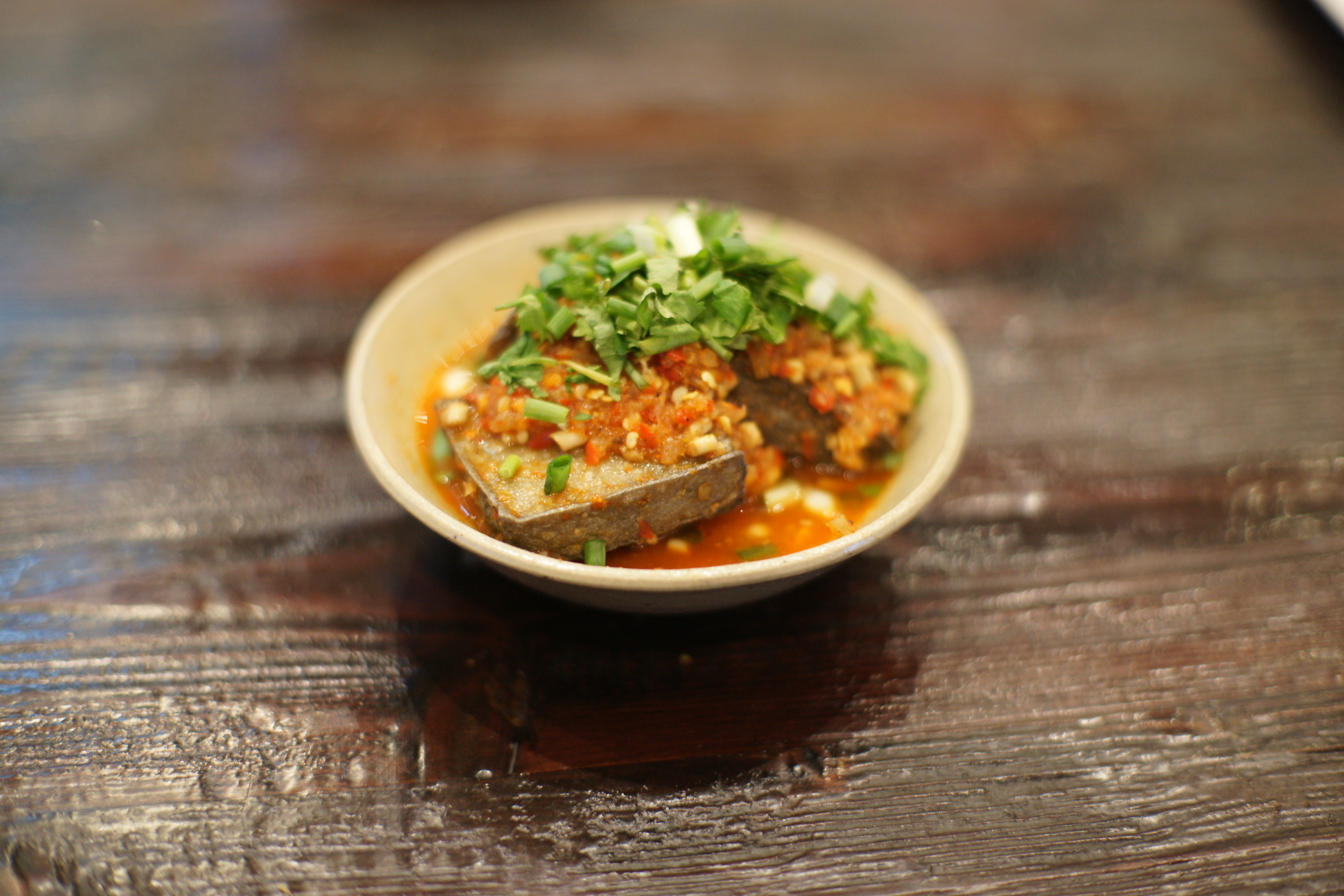
Tofu de Guilin, uno de los "tres tesoros" de la ciudad.

El tofu encurtido (en chino 豆腐乳) es un preparardo de tofu muy habitual de la cocina china, que se denomina también queso de tofu o tofu fermentado.

## Producción
Para producir el tofu encurtido se elaboran pequeñas piezas de tofu y se dejan secar al aire para que empiecen a fermentar con las bacterias que hay presentes en el aire. Algunas versiones comerciales de tofu fermentado emplean esporas inoculadas, como pueden ser el Actinomucor elegans, el Mucor racemosus o el Rhizopus spp.. El tofu seco fermentado se introduce en una salmuera junto con otros ingredientes: vino chino, vinagre o una pasta elaborada a base de arroz y soja. A veces se le añade levadura roja de arroz, cultivada con Monascus purpureus, para proporcionarle color rojo.

## Características
El tofu encurtido tiene un sabor especial, algo similar a los productos lácteos, en parte debido a las proteínas que tienen su aparición durante el fermentado seco al aire. No posee un olor intenso y su textura es húmeda. Si se introduce en el refrigerador puede llegar a conservarse durante varios años. Existe la creencia popular que su sabor mejora con los años.
- Datos: Q2901605
- Multimedia: Pickled tofu / Q2901605